# منجية الطبوبي
منجية الطبوبي ممثلة تونسية.
بدأت مسيرتها مع المسرح، بينما كان أول عمل سينمائي لها سنة 1970، مع فيلم الفلاقة من إخراج عمار الخليفي.

## فيلموغرافيا

### سينما

#### أفلام طويلة
- 1970: الفلاقة للمخرج عمار الخليفي
- 1972: وغدا ... ؟ للمخرج إبراهيم باباي
- 1973: في بلاد الطررني للمخرجين حمودة بن حليمة وهادي بن خليفة وفريد بوغدير [4]
- 1973: أمي تراكي للمخرج عبد الرزاق الحمامي [5]
- 1973: قريتي للمخرج محمد حمامي
- 1975: تحت أمطار الخريف للمخرج أحمد خشين

#### أفلام قصيرة
- 1973: الزيارة للمخرج الهادي بن خليفة
- 2007: البرنس للمخرج حمادي عرافة [6]

### التلفاز

#### مسلسلات
- 1969 - 1971: أمي تراكي للمخرج عبد الرزاق الحمامي
- 2001: ريحانة لحمادي عرافة
- 2003: الإخوة والزمان لحمادي عرافة
- 2010: دنيا لنعيم بن رحمة
- 2013: يوميات امرأة لنجيب عياد
- 2015: ناعورة الهواء (الموسم الثاني) لمديح بلعيد
- 2015: أولاد مفيدة لسامي الفهري

#### أفلام تلفزيونية
- 1997: ريح الفرنان للمخرج حمادي عرافة

- 2005: فاميليا ستار، نص وعرض مسرحي للمنصف السويسي

## روابط خارجية
- منجية الطبوبي على موقع IMDb (الإنجليزية)
- منجية الطبوبي على موقع قاعدة بيانات الأفلام العربية
- منجية الطبوبي على موقع كينوبويسك (الروسية)